# Sông Elbląg
```
Sông
 
Elbląg
 (Tiếng Anh cổ: 
Ilfing
, 
tiếng Đức
: 
Elbing
, Tiếng Ba Lan: 
Elbląg
) là con 
sông
 dài 
14,5 kilômét (9,0
 
mi)
 ở phía tây bắc 
Ba Lan
 nối liền hồ Drużno với 
đầm Vistula
. Thành phố 
Elbląg
 nằm bên cạnh bờ sông.
```

Các nhánh sông bao gồm:
- Fiszewka
- Kumiela
- Tina

Sự đề cập lâu đời nhất được biết đến của dòng sông dưới tên gọi Ilfing xuất phát từ báo cáo của thủy thủ Wulfstan từ cuối thế kỷ thứ 9. Báo cáo được đưa vào The Voyages of Ohthere và Wulfstan được viết bằng tiếng Anglo-Saxon dưới triều đại của vua Alfred.

## Từ nguyên
Nghiên cứu mới nhất cho thấy nguồn gốc Scandinavi của tên gọi này. Theo bảo tàng Elbląg  khu định cư Truso khó tiếp cận được thành lập và có người ở chủ yếu là người Scandinavi. Nghiên cứu gần đây cho thấy cái tên Ilfing là một cái tên Anglo-Saxon của một tên Scandinavia, có thể được xây dựng lại thành Elfeng trong ngôn ngữ cổ Bắc Âu, Elfangr hoặc Elfing từ elf-r trong tiếng cổ Bắc Âu - có nghĩa là "dòng sông" và eng, enge, engi có nghĩa là "đồng cỏ". Mục sư, nhà sử học và nhà vẽ bản đồ người Đức thế kỷ 16 Caspar Henneberger, đã viết trong cuốn sách "Erklärung der preußischen größeren Landtafeln oder Mappen" (giải thích về các bản đồ lớn hơn của Phổ):
"Anno 1237. Zog. Herman Balck Landmeister / mit den zwey Schiffen / so ihm der Marggraff Heinrich aus Meissen / hat machen lassen / auf ein Werder in Pogezanien / bey dem Haff gelegen / mit dem Fluss Elbing beflossen Elbing / oder von Oelfang / Eelfang ". Lý thuyết về nguồn gốc tiếng Đức cổ của tên sông Elbing cũng được giải thích rõ ràng mạnh mẽ bởi nhà ngôn ngữ học nổi tiếng người Ba Lan Jan Michał Rozwadowski. Do đó, ý nghĩa của tên của dòng sông sẽ là "Dòng sông chảy qua những đồng cỏ lầy lội".